# Mangora craigae
Mangora craigae är en spindelart som beskrevs av Herbert Walter Levi 2005. Mangora craigae ingår i släktet Mangora och familjen hjulspindlar.
Artens utbredningsområde är Costa Rica. Inga underarter finns listade i Catalogue of Life.